# Clupea pallasii
El arenque del Pacífico (Clupea pallasii pallasii) es un pez de la familia de los clupeidos, común en el norte del océano Pacífico desde Japón hasta México, así como en el océano Ártico.

## Morfología
Cuerpo alargado de color azul oscuro a oliváceo oscuro en su parte superior, mientras que la inferior es sombreado de plata. Se ha descrito una longitud máxima de 46 cm.
Tanto la aleta dorsal como la aleta anal carecen de espinas; escudos sin quilla prominente, opérculo sin huesos radiantes estriados, no presentan manchas oscuras distintivas ni en el cuerpo ni en las aletas. Se distingue del arenque del Atlántico por tener menos vértebras y tener menos escudos post-pélvicos.

## Hábitat y biología

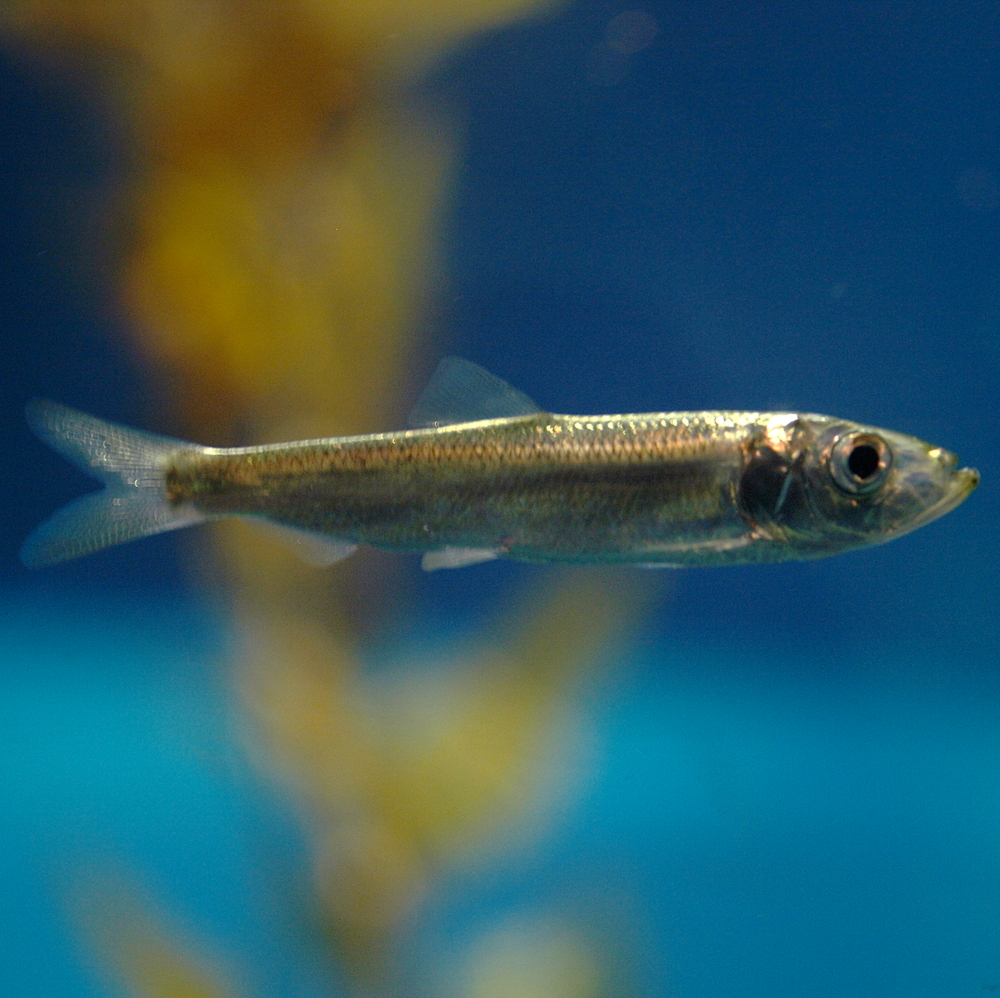
Fotografía del pez Clupea pallasii.

Habita ambientes pelágico-neríticos de clima templado, donde no es migrador; se le puede encontrar en agua dulce, estuarios y agua marina, en un rango de profundidades entre 0 y 475 m.
Forma cardúmenes en la costa; durante su primer año de vida los bancos de alevines penetran en estuarios y bahías, cerca de la superficie y alimentándose principalmente de crustáceos y larvas de moluscos, mientras que los individuos de más de 2 años suelen descender y permanecer en aguas profundas, donde se alimentan de crustáceos de gran tamaño y pequeños peces.

## Pesca y gastronomía
Pez de gran importancia comercial para consumo humano, usado también en pesca deportiva como carnada; de precio bajo en el mercado de gran rentabilidad, pues su captura es fácil. Suele encontrarse en los mercado de Asia, donde se conservan frescos, secos o salados, ahumados, enlatados y congelados, tras lo cual son comidos en pan-frito, asados y horneados.
Existe también un uso de sus huevos salados y en algas, que son un plato de la cocina japonesa llamado kazunoko-kombu, considerado un manjar en Japón. Este pez ha sido también tradicionalmente usado en la medicina de China.

## Sistemática del arenque del Pacífico
Dentro de la especie Clupea pallasii se reconocen tres subespecies:
- Clupea pallasii marisalbi (Berg, 1923)
- Clupea pallasii pallasii (Valenciennes, 1847) - Arenque del Pacífico.
- Clupea pallasii suworowi (Rabinerson, 1927)